# Łokszyno
Łokszyno (ros. Локшино) – wieś (sieło) w Rosji, w Kraju Krasnojarskim, w rejonie użurskim. W 2010 liczyła 730 mieszkańców.